# Mistrovství světa ve fotbale hráčů do 20 let 1993
Mistrovství světa ve fotbale hráčů do 20 let 1993 bylo devátým ročníkem tohoto turnaje. Vítězem se stala brazilská fotbalová reprezentace do 20 let.

## Kvalifikace
Na turnaj se kvalifikovaly nejlepší týmy z jednotlivých kontinentálních mistrovství.
| - Afrika (CAF) - Ghana - Kamerun - Asie (AFC) - Saúdská Arábie - Jižní Korea - Severní, Střední Amerika a Karibik (CONCACAF) - Mexiko - USA - Jižní Amerika (CONMEBOL) - Brazílie - Kolumbie - Uruguay |  | - Evropa (UEFA) - Německo - Anglie - Norsko - Portugalsko - Rusko - Turecko - Hostitel - Austrálie |

## Základní skupiny

### Skupina A
| Tým       | B | Z | V | R | P | VG | IG | +/- |
| --------- | - | - | - | - | - | -- | -- | --- |
| Rusko     | 4 | 3 | 2 | 0 | 1 | 6  | 4  | +2  |
| Austrálie | 4 | 3 | 2 | 0 | 1 | 5  | 4  | +1  |
| Kamerun   | 2 | 3 | 1 | 0 | 2 | 4  | 5  | -1  |
| Kolumbie  | 2 | 3 | 1 | 0 | 2 | 5  | 7  | -2  |

| 5. března 1993 20:30   |          |              |                                                             |
| Austrálie              | 2:1      | Kolumbie     | Sydney diváci: 31 883 rozhodčí: Kim Milton Nielsen (Dánsko) |
| Milicić 39' Muscat 78' | (Report) | Zambrano 35' | Sydney diváci: 31 883 rozhodčí: Kim Milton Nielsen (Dánsko) |

| 6. března 1993 20:30     |          |         |                                                              |
| Rusko                    | 2:0      | Kamerun | Canberra diváci: 5 362 rozhodčí: Renato Marsiglia (Brazílie) |
| Zazulin 1' Karatajev 37' | (Report) |         | Canberra diváci: 5 362 rozhodčí: Renato Marsiglia (Brazílie) |

| 8. března 1993 20:30                         |          |            |                                                             |
| Austrálie                                    | 3:1      | Rusko      | Sydney diváci: 18 982 rozhodčí: Rodrigo Badilla (Kostarika) |
| Magomedov (vl.) 12' Milicić 69' Agostino 81' | (Report) | Chudin 18' | Sydney diváci: 18 982 rozhodčí: Rodrigo Badilla (Kostarika) |

| 8. března 1993 18:15           |          |                    |                                                                 |
| Kolumbie                       | 3:2      | Kamerun            | Canberra diváci: 3 749 rozhodčí: Essa Rashed Al Jassas (Kuvajt) |
| Zambrano 43', 83' Restrepo 45' | (Report) | Foé 12' Ndiefi 44' | Canberra diváci: 3 749 rozhodčí: Essa Rashed Al Jassas (Kuvajt) |

| 11. března 1993 20:30 |          |                        |                                                             |
| Austrálie             | 0:2      | Kamerun                | Sydney diváci: 27 581 rozhodčí: Renato Marsiglia (Brazílie) |
|                       | (Report) | Tchoutang 44' Embe 90' | Sydney diváci: 27 581 rozhodčí: Renato Marsiglia (Brazílie) |

| 11. března 1993 18:15  |          |                                             |                                                             |
| Kolumbie               | 1:3      | Rusko                                       | Sydney diváci: 27 581 rozhodčí: Kim Milton Nielsen (Dánsko) |
| Betancourth 63' (pen.) | (Report) | Karatajev 6' (pen.) Ananko 19' Savčenko 86' | Sydney diváci: 27 581 rozhodčí: Kim Milton Nielsen (Dánsko) |

### Skupina B
| Tým         | B | Z | V | R | P | VG | IG | +/- |
| ----------- | - | - | - | - | - | -- | -- | --- |
| Uruguay     | 5 | 3 | 2 | 1 | 0 | 5  | 3  | +2  |
| Ghana       | 4 | 3 | 1 | 2 | 0 | 5  | 3  | +2  |
| Německo     | 3 | 3 | 1 | 1 | 1 | 4  | 4  | 0   |
| Portugalsko | 0 | 3 | 0 | 0 | 3 | 1  | 5  | -4  |

| 6. března 1993 18:15 |          |             |                                                         |
| Portugalsko          | 0:1      | Německo     | Brisbane diváci: 15 000 rozhodčí: Rémi Harrel (Francie) |
|                      | (Report) | Jancker 86' | Brisbane diváci: 15 000 rozhodčí: Rémi Harrel (Francie) |

| 6. března 1993 20:30 |          |             |                                                         |
| Uruguay              | 1:1      | Ghana       | Brisbane diváci: 15 000 rozhodčí: Ahmet Çakar (Turecko) |
| Correa 22'           | (Report) | Ahinful 72' | Brisbane diváci: 15 000 rozhodčí: Ahmet Çakar (Turecko) |

| 9. března 1993 18:15          |          |                      |                                                                       |
| Německo                       | 2:2      | Ghana                | Brisbane diváci: 6 000 rozhodčí: Letchmanasamy Kathirveloo (Malajsie) |
| Breitenreiter 39' Jancker 80' | (Report) | Kuffour 36' Duah 70' | Brisbane diváci: 6 000 rozhodčí: Letchmanasamy Kathirveloo (Malajsie) |

| 9. března 1993 20:30 |          |                 |                                                                   |
| Portugalsko          | 1:2      | Uruguay         | Brisbane diváci: 6 000 rozhodčí: Fredy Burgos Escobar (Guatemala) |
| Bambo 32'            | (Report) | O'Neill 8', 87' | Brisbane diváci: 6 000 rozhodčí: Fredy Burgos Escobar (Guatemala) |

| 11. března 1993 18:15 |          |                     |                                                        |
| Německo               | 1:2      | Uruguay             | Brisbane diváci: 7 000 rozhodčí: Ahmet Çakar (Turecko) |
| Breitenreiter 74'     | (Report) | López 2' Correa 65' | Brisbane diváci: 7 000 rozhodčí: Ahmet Çakar (Turecko) |

| 11. března 1993 20:30 |          |                        |                                                                       |
| Portugalsko           | 0:2      | Ghana                  | Brisbane diváci: 7 000 rozhodčí: Letchmanasamy Kathirveloo (Malajsie) |
|                       | (Report) | Lamptey 5' Akonnor 42' | Brisbane diváci: 7 000 rozhodčí: Letchmanasamy Kathirveloo (Malajsie) |

### Skupina C
| Tým         | B | Z | V | R | P | VG | IG | +/- |
| ----------- | - | - | - | - | - | -- | -- | --- |
| Anglie      | 5 | 3 | 2 | 1 | 0 | 3  | 1  | +2  |
| USA         | 3 | 3 | 1 | 1 | 1 | 8  | 3  | +5  |
| Jižní Korea | 3 | 3 | 0 | 3 | 0 | 4  | 4  | 0   |
| Turecko     | 1 | 3 | 0 | 1 | 2 | 1  | 8  | -7  |

| 7. března 1993 18:15 |          |            |                                                           |
| Jižní Korea          | 1:1      | Anglie     | Melbourne diváci: 15 732 rozhodčí: Hellmut Krug (Německo) |
| Watson 32' (vl.)     | (Report) | Pearce 82' | Melbourne diváci: 15 732 rozhodčí: Hellmut Krug (Německo) |

| 7. března 1993 20:30 |          |                                                 |                                                           |
| Turecko              | 0:6      | USA                                             | Melbourne diváci: 15 732 rozhodčí: Jorge Nieves (Uruguay) |
|                      | (Report) | Baba 22' Joseph 26', 72' Faklaris 28', 46', 90' | Melbourne diváci: 15 732 rozhodčí: Jorge Nieves (Uruguay) |

| 9. března 1993 18:15 |          |     |                                                          |
| Anglie               | 1:0      | USA | Melbourne diváci: 9 274 rozhodčí: Jorge Nieves (Uruguay) |
| Bart-Williams 69'    | (Report) |     | Melbourne diváci: 9 274 rozhodčí: Jorge Nieves (Uruguay) |

| 9. března 1993 20:30 |          |            |                                                                       |
| Jižní Korea          | 1:1      | Turecko    | Melbourne diváci: 9 274 rozhodčí: Dodji Mawuk Hounnake Kouassi (Togo) |
| Cho 48'              | (Report) | Reçber 85' | Melbourne diváci: 9 274 rozhodčí: Dodji Mawuk Hounnake Kouassi (Togo) |

| 11. března 1993 18:15 |          |         |                                                           |
| Anglie                | 1:0      | Turecko | Melbourne diváci: 12 972 rozhodčí: Jorge Nieves (Uruguay) |
| Joachim 12'           | (Report) |         | Melbourne diváci: 12 972 rozhodčí: Jorge Nieves (Uruguay) |

| 11. března 1993 20:30 |          |                        |                                                           |
| Jižní Korea           | 2:2      | USA                    | Melbourne diváci: 12 972 rozhodčí: Hellmut Krug (Německo) |
| Lee 39', 52'          | (Report) | Kelly 37' Zavagnin 78' | Melbourne diváci: 12 972 rozhodčí: Hellmut Krug (Německo) |

### Skupina D
| Tým            | B | Z | V | R | P | VG | IG | +/- |
| -------------- | - | - | - | - | - | -- | -- | --- |
| Brazílie       | 5 | 3 | 2 | 1 | 0 | 4  | 1  | +3  |
| Mexiko         | 4 | 3 | 2 | 0 | 1 | 6  | 3  | +3  |
| Saúdská Arábie | 2 | 3 | 0 | 2 | 1 | 1  | 2  | -1  |
| Norsko         | 1 | 3 | 0 | 1 | 2 | 0  | 5  | -5  |

| 7. března 1993 18:15      |          |        |                                                              |
| Mexiko                    | 3:0      | Norsko | Adelaide diváci: 10 000 rozhodčí: Richard Lorenc (Austrálie) |
| Nieto 45', 71' Olalde 84' | (Report) |        | Adelaide diváci: 10 000 rozhodčí: Richard Lorenc (Austrálie) |

| 7. března 1993 20:30 |          |                |                                                            |
| Brazílie             | 0:0      | Saúdská Arábie | Adelaide diváci: 10 000 rozhodčí: Sergej Chusainov (Rusko) |
|                      | (Report) |                | Adelaide diváci: 10 000 rozhodčí: Sergej Chusainov (Rusko) |

| 9. března 1993 18:15 |          |                |                                                                  |
| Norsko               | 0:0      | Saúdská Arábie | Adelaide diváci: 10 000 rozhodčí: Omer Yengo (Konžská republika) |
|                      | (Report) |                | Adelaide diváci: 10 000 rozhodčí: Omer Yengo (Konžská republika) |

| 9. března 1993 20:30 |          |                                    |                                                                  |
| Mexiko               | 1:2      | Brazílie                           | Adelaide diváci: 10 000 rozhodčí: Armando Pérez Hoyos (Kolumbie) |
| Nieto 80'            | (Report) | Adriano 22' (pen.) Gian 56' (pen.) | Adelaide diváci: 10 000 rozhodčí: Armando Pérez Hoyos (Kolumbie) |

| 11. března 1993 18:15 |          |                      |                                                           |
| Norsko                | 0:2      | Brazílie             | Adelaide diváci: 7 000 rozhodčí: Sergej Chusainov (Rusko) |
|                       | (Report) | Gian 59' Adriano 62' | Adelaide diváci: 7 000 rozhodčí: Sergej Chusainov (Rusko) |

| 11. března 1993 20:30 |          |                |                                                             |
| Mexiko                | 2:1      | Saúdská Arábie | Adelaide diváci: 7 000 rozhodčí: Richard Lorenc (Austrálie) |
| Salazar 60', 72'      | (Report) | Al Takrouni 5' | Adelaide diváci: 7 000 rozhodčí: Richard Lorenc (Austrálie) |

## Play off

### Čtvrtfinále
| 13. března 1993 18:15 |              |                          |                                                         |
| Uruguay               | 1:2 (prodl.) | Austrálie                | Brisbane diváci: 14 000 rozhodčí: Rémi Harrel (Francie) |
| Sena Lamela 21'       | (Report)     | Agostino 59' Carbone 99' | Brisbane diváci: 14 000 rozhodčí: Rémi Harrel (Francie) |

| 13. března 1993 20:30 |          |                               |                                                             |
| Rusko                 | 0:3      | Ghana                         | Sydney diváci: 16 710 rozhodčí: Rodrigo Badilla (Kostarika) |
|                       | (Report) | Ahinful 72' Addo 75' Asare 83 | Sydney diváci: 16 710 rozhodčí: Rodrigo Badilla (Kostarika) |

| 14. března 1993 18:15 |                         |        |                                                           |
| Anglie                | 0:0 (prodl.) (4:3 pen.) | Mexiko | Melbourne diváci: 11 000 rozhodčí: Hellmut Krug (Německo) |
|                       | (Report)                |        | Melbourne diváci: 11 000 rozhodčí: Hellmut Krug (Německo) |

| 14. března 1993 20:30      |          |     |                                                               |
| Brazílie                   | 3:0      | USA | Adelaide diváci: 12 000 rozhodčí: Kim Milton Nielsen (Dánsko) |
| Bruno 32' Adriano 51', 90' | (Report) |     | Adelaide diváci: 12 000 rozhodčí: Kim Milton Nielsen (Dánsko) |

### Semifinále
| 17. března 1993 18:30 |          |                         |                                                           |
| Austrálie             | 0:2      | Brazílie                | Melbourne diváci: 22 100 rozhodčí: Hellmut Krug (Německo) |
|                       | (Report) | Marcelinho 77' Caté 89' | Melbourne diváci: 22 100 rozhodčí: Hellmut Krug (Německo) |

| 17. března 1993 20:30        |          |                    |                                                                |
| Ghana                        | 2:1      | Anglie             | Sydney diváci: 21 069 rozhodčí: Armando Pérez Hoyos (Kolumbie) |
| Ahinful 14' (pen.) Gargo 24' | (Report) | Pollock 49' (pen.) | Sydney diváci: 21 069 rozhodčí: Armando Pérez Hoyos (Kolumbie) |

### O 3. místo
| 20. března 1993 16:30    |          |             |                                                                      |
| Anglie                   | 2:1      | Austrálie   | Sydney diváci: 40 015 rozhodčí: Letchmanasamy Kathirveloo (Malajsie) |
| Unsworth 39' Joachim 85' | (Report) | Milicić 52' | Sydney diváci: 40 015 rozhodčí: Letchmanasamy Kathirveloo (Malajsie) |

### Finále
| 20. března 1993 19:00 |          |                  |                                                                                |
| Ghana                 | 1:2      | Brazílie         | Sydney Football Stadium, Sydney diváci: 40 015 rozhodčí: Ahmet Çakar (Turecko) |
| Duah 15'              | (Report) | Yan 50' Gian 88' | Sydney Football Stadium, Sydney diváci: 40 015 rozhodčí: Ahmet Çakar (Turecko) |

## Vítěz
| Mistrovství světa ve fotbale hráčů do 20 let 1993 Brazílie (3.titul) Dida • Bruno Carvalho • Gelson • Juárez • Marcelinho Paulista • Wagner • Catê • Pereira • Gian • Adriano • Yan • Fábio • André Luís • Argel Fucks • Hermes • Caico • Roberto • Mário Jardel |